# John Beradino
John Beradino, nato John Berardino (Los Angeles, 1º maggio 1917 – Beverly Hills, 19 maggio 1996), è stato un attore e giocatore di baseball statunitense.
È apparso in 28 film dal 1948 al 1982 ed ha recitato in più di 80 produzioni per la televisione dal 1953 al 1993. Conosciuto come Johnny Berardino durante la sua carriera sportiva, fu accreditato anche con i nomi John Baradino, John Barradino, Johnny Berardino, John Berardino e John Bernadino.

## Biografia
John Beradino nacque a Los Angeles, in California, il 1º maggio 1917. Dopo aver frequentato la University of Southern California, dove giocò a baseball sotto la guida di Sam Barry e dove divenne membro della fratellanza del Phi Kappa Tau, Beradino divenne giocatore professionista per la Major League Baseball e continuò la sua carriera sportiva dal 1939 al 1953 (interrotta solo da tre anni di servizio militare nella Marina degli Stati Uniti durante la Seconda Guerra Mondiale, dal 1942 al 1945). Giocò in seconda base e in interbase per i St. Louis Browns, i Cleveland Indians e i Pittsburgh Pirates, vincendo la World Series con gli Indians nel 1948. Debuttò al cinema alla fine degli anni quaranta e in televisione agli inizi degli anni cinquanta. Dopo un grave infortunio alla gamba nel 1952, si ritirò dal baseball e tornò a recitare.
La sua lunga serie di partecipazioni per la televisione si compone di numerose interpretazioni in serie televisive. Tra i personaggi comparsi in più di un episodio si possono trovare l'agente speciale Steve Daniels in 13 episodi della serie I Led 3 Lives dal 1954 al 1956, il sergente Vince Cavelli in 34 episodi della serie The New Breed dal 1961 al 1962 e il dottor Steve Hardy in oltre 4300 episodi della soap opera General Hospital dal 1963 al 1996. Continuò la sua carriera per il piccolo schermo impersonando una miriade di ruoli minori e inanellando una serie di apparizioni da guest star in decine di episodi di serie televisive, dall'epoca d'oro della televisione statunitense fino agli inizi degli anni novanta, anche con ruoli diversi in più di un episodio; recitò, tra l'altro, in tre episodi di Damon Runyon Theater, quattro episodi di Cisco Kid, quattro episodi di Il cavaliere solitario, tre episodi di Il tenente Ballinger e tre episodi di Gli intoccabili.
La sua carriera per il cinema può contare su diverse partecipazioni; tra i personaggi a cui diede vita si possono citare il sergente maggiore in L'invasore bianco del 1954, l'agente di polizia Ryan in Assalto alla terra del 1954, Carl Burkhardt in La grande prigione del 1956, Clint in I sette assassini del 1956, Tony Armand in Tribunale senza magistrati del 1958, il capitano Mantelli in Il nudo e il morto del 1958, il sergente Emile Klinger in Intrigo internazionale del 1959, il capo dei detective in I sette ladri del 1960 e alcuni camei in L'ospedale più pazzo del mondo del 1982.
Per gli schermi televisivi la sua ultima interpretazione risale all'episodio Ill Will della serie televisiva Willy, il principe di Bel Air, trasmesso il 10 febbraio 1992, in cui dà vita al personaggio del dottor Harding, mentre per il grande schermo l'ultima interpretazione risale al film L'ospedale più pazzo del mondo del 1982.
Ottenne una stella nella Hollywood Walk of Fame al 6801 di Hollywood Blvd.. Morì a Beverly Hills il 19 maggio 1996.

## Filmografia

### Attore

#### Cinema
- The Winner's Circle, regia di Felix E. Feist (1948)
- The Kid from Cleveland (1949)
- Francis alle corse (Francis Goes to the Races), regia di Arthur Lubin (1951)
- The Winning Team (1952)
- Sangue sul fiume (Powder River), regia di Louis King (1953)
- The Kid from Left Field (1953)
- L'invasore bianco (The Command), regia di David Butler (1954)
- Gorilla in fuga (Gorilla at Large), regia di Harmon Jones (1954)
- Assalto alla terra (Them!), regia di Gordon Douglas (1954)
- La spia dei ribelli (The Raid), regia di Hugo Fregonese (1954)
- Il colpevole è tra noi (Shield for Murder), regia di Howard W. Koch e Edmond O'Brien (1954)
- Gangsters in agguato (Suddenly), regia di Lewis Allen (1954)
- The Bamboo Prison (1954)
- La valle dell'Eden (East of Eden) (1955)
- Marty - Vita di un timido (Marty) (1955)
- Una tigre in cielo (The McConnell Story) (1955)
- Voi assassini (Illegal) (1955)
- L'assassino è perduto (The Killer Is Loose) (1956)
- La grande prigione (Behind the High Wall), regia di Abner Biberman (1956)
- I sette assassini (Seven Men from Now) (1956)
- Emergency Hospital (1956)
- Tribunale senza magistrati (The World Was His Jury) (1958)
- Il nudo e il morto (The Naked and the Dead) (1958)
- Eredità selvaggia (Wild Heritage), regia di Charles F. Haas (1958)
- Intrigo internazionale (North by Northwest) (1959)
- I sette ladri (Seven Thieves) (1960)
- Il dritto di Hollywood (The Right Approach) (1961)
- L'ospedale più pazzo del mondo (Young Doctors in Love), regia di Garry Marshall (1982)

#### Televisione
- I'm the Law – serie TV, un episodio (1953)
- Gianni e Pinotto (The Abbott and Costello Show) – serie TV, episodio 2x25 (1954)
- The Whistler – serie TV, 2 episodi (1954-1955)
- I Led 3 Lives – serie TV, 13 episodi (1954-1956)
- The Pepsi-Cola Playhouse – serie TV, un episodio (1954)
- Cisco Kid (The Cisco Kid) – serie TV, 4 episodi (1955-1956)
- Stories of the Century – serie TV, un episodio (1955)
- Topper – serie TV, episodio 2x17 (1955)
- Treasury Men in Action – serie TV, un episodio (1955)
- Wild Bill Hickok (Adventures of Wild Bill Hickok) – serie TV, un episodio (1955)
- Celebrity Playhouse – serie TV, episodio 1x11 (1955)
- Damon Runyon Theater – serie TV, 3 episodi (1955)
- Le avventure di Jet Jackson (Captain Midnight) – serie TV, episodio 2x10 (1955)
- The Ford Television Theatre – serie TV, 3 episodi (1956-1957)
- Dragnet – serie TV, un episodio (1956)
- Adventures of Superman – serie TV, un episodio (1956)
- Letter to Loretta – serie TV, un episodio (1956)
- Cavalcade of America – serie TV, un episodio (1956)
- Il cavaliere solitario (The Lone Ranger) – serie TV, 4 episodi (1956)
- West Point – serie TV, episodio 1x07 (1956)
- Annie Oakley – serie TV, 2 episodi (1956)
- Schlitz Playhouse of Stars – serie TV, un episodio (1956)
- Wire Service – serie TV, episodio 1x12 (1956)
- Sheriff of Cochise – serie TV, un episodio (1956)
- Broken Arrow – serie TV, 2 episodi (1957-1958)
- General Electric Theater – serie TV, 2 episodi (1957-1959)
- Le avventure di Charlie Chan (The New Adventures of Charlie Chan) – serie TV, un episodio (1957)
- Avventure in elicottero (Whirlybirds) – serie TV, un episodio (1957)
- Playhouse 90 – serie TV, un episodio (1957)
- The George Sanders Mystery Theater – serie TV, un episodio (1957)
- Meet McGraw – serie TV, 2 episodi (1957)
- Richard Diamond (Richard Diamond, Private Detective) – serie TV, un episodio (1957)
- Colt.45 – serie TV, 2 episodi (1957)
- Goodyear Theatre – serie TV, episodio 1x06 (1957)
- L'uomo ombra (The Thin Man) – serie TV, episodi 1x08-1x13 (1957)
- Il tenente Ballinger (M Squad) – serie TV, 3 episodi (1958-1959)
- Tales of Wells Fargo – serie TV, 2 episodi (1958-1961)
- Tombstone Territory – serie TV, un episodio (1958)
- Target – serie TV, episodio 1x03 (1958)
- Avventure in fondo al mare (Sea Hunt) – serie TV, 2 episodi (1958)
- Trackdown – serie TV, un episodio (1958)
- Jefferson Drum – serie TV, un episodio (1958)
- Cimarron City – serie TV, episodio 1x09 (1958)
- I racconti del West (Zane Grey Theater) – serie TV, un episodio (1958)
- Gli intoccabili (The Untouchables) – serie TV, 3 episodi (1959-1960)
- Bronco – serie TV, 2 episodi (1959-1961)
- Special Agent 7 – serie TV, un episodio (1959)
- The D.A.'s Man – serie TV, un episodio (1959)
- Have Gun - Will Travel – serie TV, episodio 2x20 (1959)
- Northwest Passage – serie TV, un episodio (1959)
- FBI contro Al Capone (The Scarface Mob) – film TV (1959)
- The Rough Riders – serie TV, episodio 1x29 (1959)
- Westinghouse Desilu Playhouse – serie TV, episodi 1x20-1x21 (1959)
- The Texan – serie TV, 2 episodi (1959)
- The Lawless Years – serie TV, un episodio (1959)
- Indirizzo permanente (77 Sunset Strip) – serie TV, episodio 2x09 (1959)
- Rescue 8 – serie TV, episodio 2x11 (1959)
- The Grand Jury – serie TV, un episodio (1959)
- U.S. Marshal – serie TV, un episodio (1960)
- Tightrope – serie TV, episodio 1x37 (1960)
- Bourbon Street Beat – serie TV, episodio 1x39 (1960)
- Markham – serie TV, un episodio (1960)
- Maverick – serie TV, episodio 4x06 (1960)
- Lawman – serie TV, un episodio (1960)
- Scacco matto (Checkmate) – serie TV, episodio 1x09 (1960)
- The New Breed – serie TV, 34 episodi (1961-1962)
- Route 66 – serie TV, un episodio (1961)
- Ispettore Dante (Dante) – serie TV, episodio 1x20 (1961)
- Coronado 9 – serie TV, 2 episodi (1961)
- Michael Shayne – serie TV episodio 1x25 (1961)
- Miami Undercover – serie TV, un episodio (1961)
- Surfside 6 – serie TV, episodio 1x29 (1961)
- The Brothers Brannagan – serie TV, un episodio (1961)
- Whispering Smith – serie TV, episodio 1x12 (1961)
- Lotta senza quartiere (Cain's Hundred) – serie TV, 2 episodi (1961)
- General Hospital – soap opera (1963-1996)
- Batman – serie TV, un episodio (1968)
- Do Not Fold, Spindle or Mutilate – film TV (1971)
- La notte del lupo mannaro (Moon of the Wolf) – film TV (1972)
- A Guide for the Married Woman – film TV (1978)
- Love Boat (The Love Boat) – serie TV, un episodio (1981)
- Don't Look Back: The Story of Leroy 'Satchel' Paige – film TV (1981)
- Willy, il principe di Bel Air (The Fresh Prince of Bel-Air) – serie TV, un episodio (1992)

### Sceneggiatore
- Shotgun Slade – serie TV, un episodio (1960)